# Rudolf-Sallinger-Preis
Der Rudolf-Sallinger-Preis ist ein Wissenschafts- und Wirtschaftspreis, der jährlich vom Rudolf-Sallinger-Fonds zur Förderung der universitären Forschung und des wissenschaftlichen Nachwuchses vergeben wird.

## Vergabe
Benannt ist er nach dem ehemaligen ÖVP-Politiker und Präsidenten der Bundeskammer der gewerblichen Wirtschaft Rudolf Sallinger. Mit dem  Preis sollen jungen Wissenschaftler gefördert werden, die Fragen und Probleme kleiner und mittlerer Unternehmen untersuchen. Der von Sallinger 1979 eingerichtete Fonds vergibt Preisgelder in Höhe von 1000 bis 3000 €. Seit der Gründung bis 2013 wurden über 400 Wissenschaftler ausgezeichnet, darunter Norbert Kailer, Hans Jörg Schelling und Christoph Badelt.

## Weitere Auszeichnungen des Rudolf-Sallinger-Fonds
Seit 2015 vergibt der Rudolf-Sallinger-Fonds zusätzlich einen Science & Business Award. Mit ihm prämiert der Rudolf-Sallinger-Fonds frühphasige Kommerzialisierungsideen, die auf einer wissenschaftlichen Leistung beruhen mit 20.000 € Preisgeld. Des Weiteren prämiert der Rudolf-Sallinger-Fonds seit 2015 im Rahmen einer Future Founders Challenge Ideen-Videos von interdisziplinären Studierenden-Teams mit Preisgeldern im Gesamtwert von 10.000 €.

## Kuratorium des Rudolf-Sallinger-Fonds
- Amelie Groß (Vorsitzende)
- Paul Pasquali (Stellvertretender Vorsitzender)
- Christine Dornaus
- Dejan Jovicevic

Stand 9. November 2021

## Wissenschaftlicher Beirat des Rudolf-Sallinger-Fonds
- Monika Köppl-Turyna
- Reinhard Prügl
- Wolf Heinrich Reuter

Stand 9. November 2021